# Mount Eden

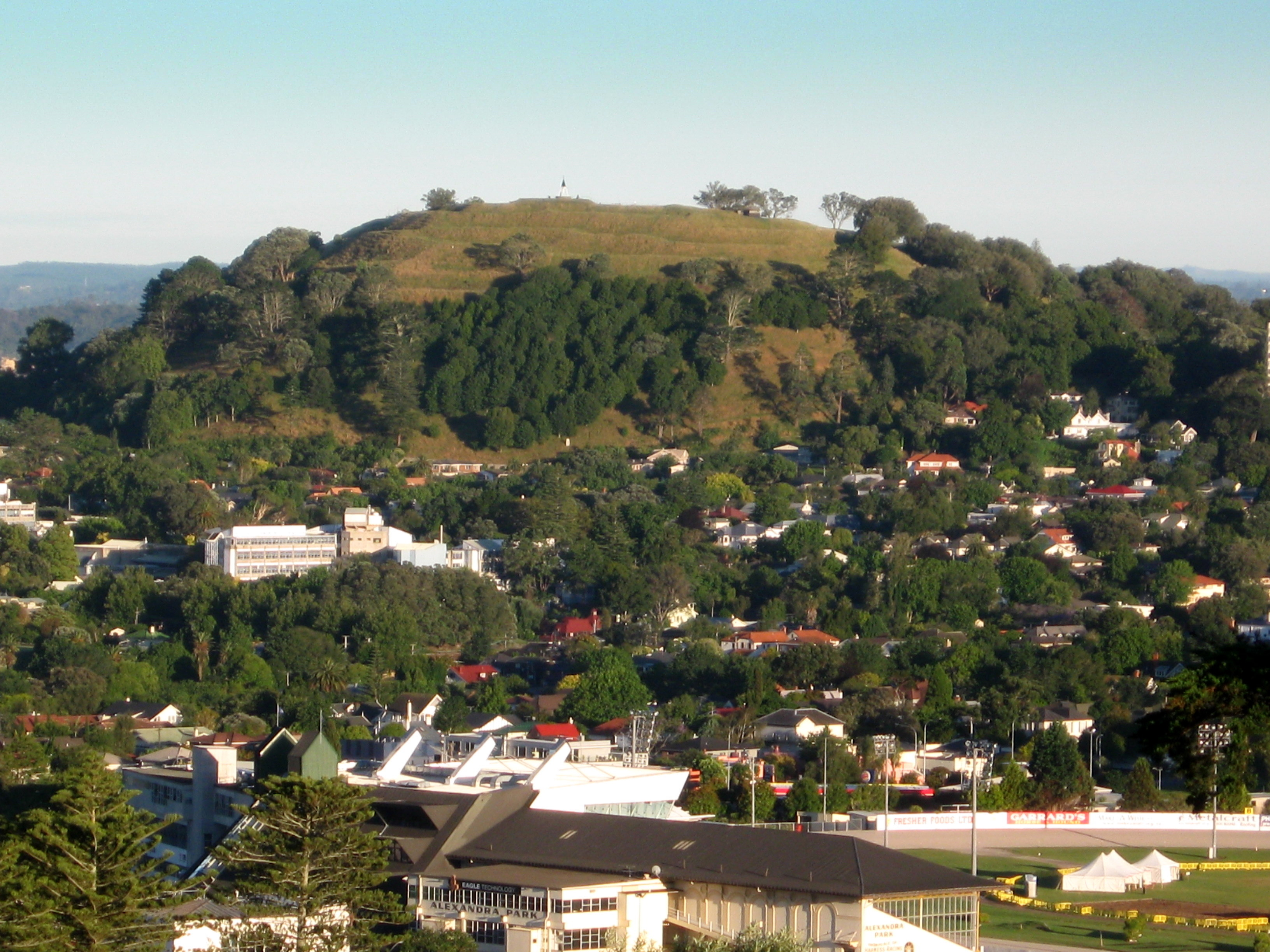
Vue de Mount Eden depuis One Tree Hill.

Mount Eden est un faubourg d'Auckland, situé au pied du volcan dont il tire son nom, le Mont Éden.

## Administration
Mount Eden accueille sur son territoire les prisons de Mount Eden.